# Edward Smith-Stanley, XII conte di Derby
Edward Smith-Stanley, XII conte di Derby (12 dicembre 1752 – 21 ottobre 1834), è stato un nobile e politico inglese.

## Biografia
Edward era il figlio di James Smith-Stanley, lord Strange, figlio ed erede a sua volta di Edward Stanley, XI conte di Derby. Sua madre era Lucy, figlia e co-erede di Hugh Smith di Weald Hall, Essex. Proprio per ottenere la successione della moglie, suo padre aveva assunto il cognome aggiuntivo di Smith con una legge del Parlamento nel 1741.
Edward Studiò all'Eton College ed al Trinity College di Cambridge.
Fu deputato per il Lancashire nel 1774, un posto che mantenne fino al 1776, quando succedette a suo nonno nella contea ed entrò nella Camera dei lord. Fu Cancelliere del Ducato di Lancaster tra l'aprile e il dicembre del 1783 e tra il 1806 e il 1807. Fu membro del Privy Council. È stato anche Lord luogotenente del Lancashire tra il 1776 e il 1834.
Durante una festa tenutasi nel 1778 nella sua residenza di "The Oaks" a Carshalton, Lord Derby ed i suoi amici organizzarono una corsa di cavalli annuale, vinta l'anno successivo dal cavallo dello stesso Derby, Bridget. La corsa, denominata in seguito Epsom Oaks, deve proprio il nome alla residenza dei conti di Derby.
Il XII conte di Derby morì il 21 ottobre 1834, all'età di 82 anni.

## Matrimonio

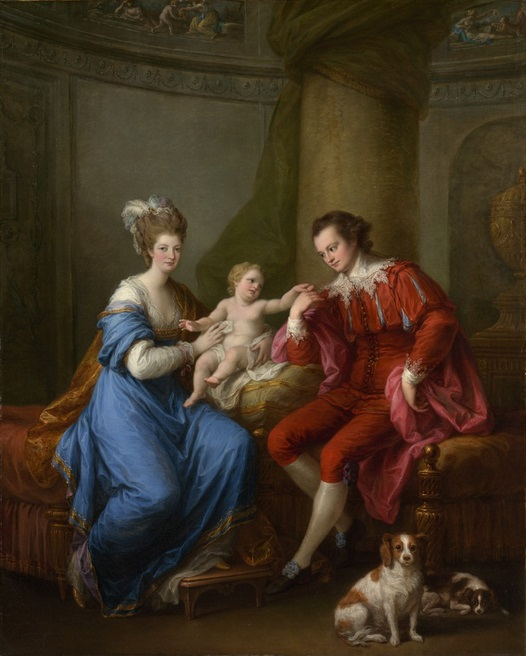
Edward Smith-Stanley, XII conte di Derby con la prima moglie Elizabeth Hamilton ed i loro figli
Angelica Kauffman, Metropolitan Museum of Art

Il 23 giugno 1774, a Argyll House, sposò Lady Elizabeth Hamilton, figlia di James Hamilton, VI duca di Hamilton e Elizabeth Gunning. Ebbero tre figli:
- Lady Charlotte Stanley (?-25 novembre 1805), sposò, il 22 agosto 1796, Edmund Hornby, ebbero figli;
- Lady Elizabeth Henrietta Stanley (?-1857), sposò, il 15 gennaio 1795, Stephen Thomas Cole, ebbero una figlia;
- Edward Smith-Stanley, XIII conte di Derby (1775-1851).

Lady Elizabeth morì il 14 marzo 1797.

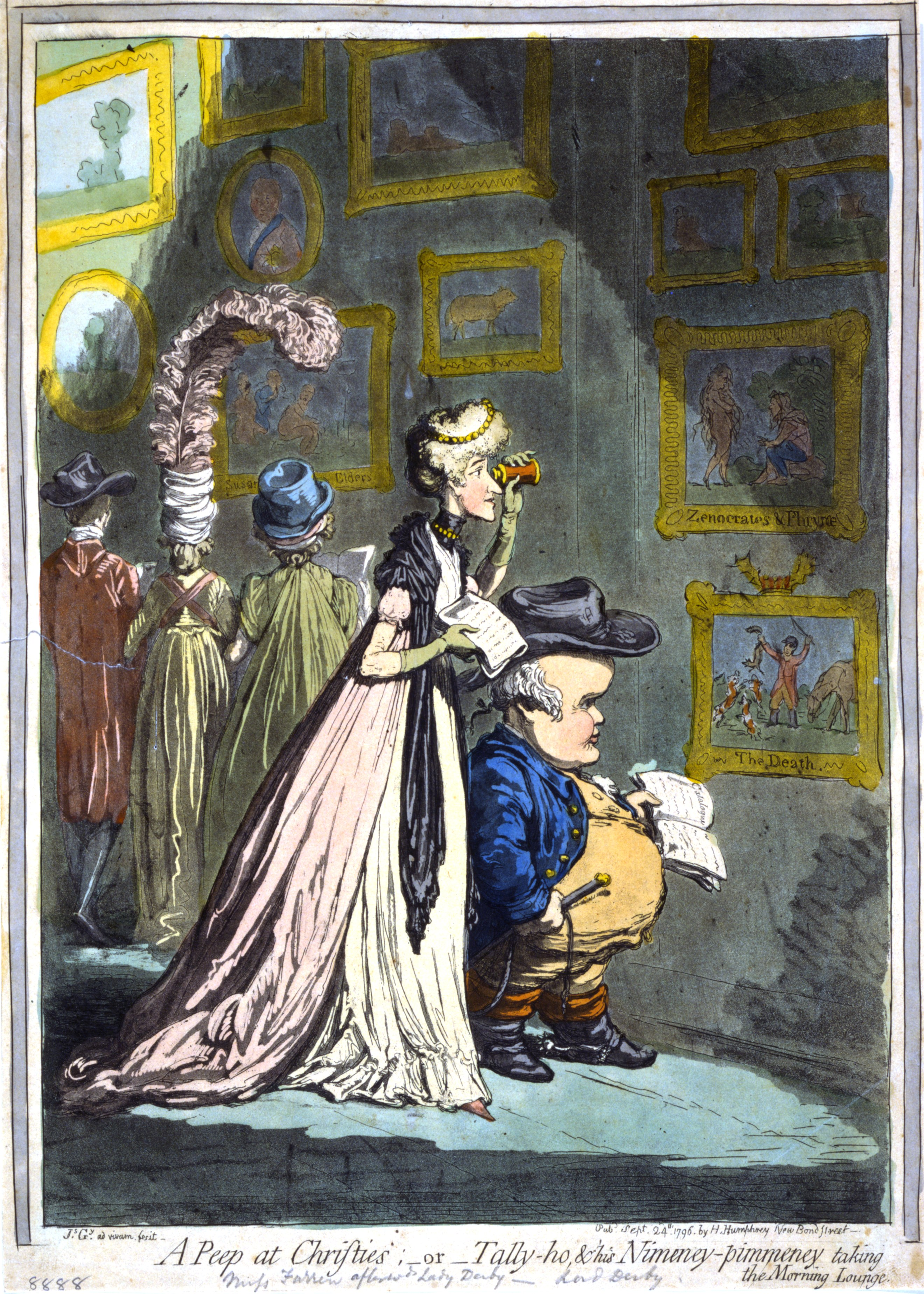
Vignetta di James Gillray del 1796 che raffigura il conte di Derby e l'allora fidanzata, Elizabeth Farren, ad un'asta da Christies'. La stampa ironizza sulla differenza di altezza tra il conte e la sua futura moglie.

Sposò il 1º maggio 1797 l'attrice Elizabeth Farren, figlia di George Farren. La coppia ebbe altri quattro figli.